# عين القنا
عين القنا هي إحدى القرى اللبنانية في جبل عامل من قرى قضاء جزين في محافظة الجنوب.